# Günter Fuhrmann
Günter Fuhrmann (* 17. November 1972 in Mistelbach (Niederösterreich)) ist ein österreichischer Autor, Ausstellungskurator und Kulturmanager.

## Leben
Günter Fuhrmann wuchs in Steinebrunn im Weinviertel auf, heute lebt und arbeitet er dort und in Wien. Er besuchte das Gymnasium in Laa an der Thaya und studierte danach Rechtswissenschaften an der Universität Wien, nach dem Abschluss absolvierte er ein Masterstudium in Kulturmanagement an der Universität für Musik und darstellende Kunst in Wien. Während seines Studiums machte er die Ausbildung zum Fremdenführer und war bis 2000 aktiv. 2001 übernahm er die Geschäftsführung der Österreichischen Bernsteinstraße, eines Verbunds lokaler Museen und entwickelte die seit 2002 bestehende Dachmarke Betty Bernstein für Kinder- und Familienprogramme, die 2016 den Anerkennungspreis für Erwachsenenbildung des Landes Niederösterreich erhielt.
2007 übernahm er die Geschäftsführung der Weinviertler Museumsdorf Niedersulz Errichtungs- und BetriebsGmbH, eine Tochtergesellschaft der Kultur.Region.Niederösterreich. und war für die Neustrukturierung und Ausbau des Freilichtmuseums verantwortlich.
2014 machte er sich als freischaffender Ausstellungskurator selbstständig. Seit 2018 beteiligte er sich an historischen TV-Dokumentationen im Rahmen der ORF III Reihe Erbe Österreich. 2019 wurde er in die Jury des DOCK international festival of the historical documentary cinema in Burgas eingeladen. Aufgrund seiner Arbeiten über den Koháry-Zweig des Hauses Sachsen-Coburg wurde er 2020 in den wissenschaftlichen Beirat der Stiftung Zar Boris und Königin Giovanna berufen.
2018 gründete er mit Günter Remsak die Cantat Heritage & Innovation GmbH mit den Schwerpunkten Ausstellungskonzeption und Entwicklung digitaler Vermittlungsprogramme wie der Progressive Web App Zoom a Pic. Gemeinsam mit der Ungarischen Botschaft Wien entstand so 2017 der Interaktiver Krönungszyklus, mit dem Österreichischen Bundesdenkmalamt wurde 2019 eine virtuelle Tour durch die Räume der Hofburg entwickelt, 2021 gestaltete er eine Tour durch die Hauskapelle des Österreichischen Hospiz in Jerusalem.
2024 entwickelte er gemeinsam mit Roman Hansi von den Science Busters ein auf KI basierendes sprechendes Portrait von Kaiser Franz Joseph, er war dabei für die historisch korrekte Befüllung verantwortlich. Das sprechende Portrait wurde in Schloss Marchegg und Bad Ischl präsentiert.

## Ausstellungen
- Ausstellung "Clementine d´Orleans - Royale Influencerin" im Palais Coburg, 2023[15]
- Ausstellung Mythos Jackl, Hexen und Zauberer in Salzburg auf Burg Hohenwerfen, Multimediainszenierungen, 2020[16]
- Ausstellung Schlacht und Schicksal auf Schloss Jedenspeigen, 2019
- Ausstellung Haus der Könige im Palais Coburg Wien, 2018[17]
- Ausstellung Keller.Kultur.Erbe, 2017[18]
- Historic Branding Hotel Johann Strauss Wien, 2016
- Ausstellung Die Fürsten von Poysdorf, 2015[19]
- Vinoversum Poysdorf 2014

## Publikationen
- Günter Fuhrmann, Gregor Gatscher-Riedl: "K.u.k. Sehnsuchtsort Wien. Metamorphosen zur Millionenstadt", KRAL Verlag, Berndorf 2023, ISBN 978-3-99103-147-5
- Günter Fuhrmann, Regina Grabenweger: Das Tal der Könige in Niederösterreich. Der geheime Königshof der Bourbonen, KRAL Verlag, Berndorf 2022, ISBN 978-3-99103-057-7
- Günter Fuhrmann: Haus der Könige: Das Wiener Palais Coburg. Throne, Triumphe, Tragödien. Amalthea Signum, Wien 2018, ISBN 978-3990501214
- Günter Fuhrmann, Wolfgang Galler: Keller.Kultur.Erbe Vom ersten Weinkeller bis zu den Kellergassen im Weinviertel. Broschüre, Driesch Verlag, Drösing 2017, ISBN 978-3-902787-46-0
- Günter Fuhrmann, Maria Mustapic: Die Geheimnisse der Inneren Stadt. Metro Verlag, Wien 2017, ISBN 978-3-99300-285-5; Neuauflage KRAL Verlag, Berndorf 2023, ISBN 978-3-99103-148-2
- Günter Fuhrmann, Edgar Niemeczek, Sebastian Reimer: Kultur.Region.Niederösterreich. In: Heimo Konrad: Rechtsprobleme im Kulturbetrieb. Facultas 2015, ISBN 978-3-7089-0949-3, S. 253–278
- Günter Fuhrmann: Facebook, Weblog & Co: Museumsdorf Niedersulz goes Web 2.0. In: (Heimat-)Museen neu denken!. Berichtsband des 9. Oberösterreichischen Museumstags 2010, Verbund Oberösterreichischer Museen, Leonding 2011, S. 35–42
- Günter Fuhrmann: Transnational im Osten. In Simon M. M. Laimer (Hrsg.): EUREGIO – quo vadis?. Verlagsanstalt Athesia, Bozen 2006, ISBN 978-3-7083-0352-9, S. 149–152

## Filmografie (Auswahl)
- 2023: Erbe Österreich - Österreich und das britische Königshaus (2 Folgen)[20]
- 2022: Erbe Österreich - Geheimnisse der Wiener Vorstadt (2 Folgen)[21]
- 2021: Erbe Österreich – Geheimnisse der Wiener Innenstadt, Teil 3
- 2021: Erbe Österreich – Der geheime Königshof bei Wiener Neustadt (Die Bourbonen in Niederösterreich)[22]
- 2020: Erbe Österreich – Maria Theresias Vampirjäger
- 2020: Erbe Österreich – Geheimnisse der Wiener Innenstadt (2 Folgen)
- 2019: Erbe Österreich – Habsburgs Adel (4 Folgen)[23]